# Disterigma hiatum
Disterigma hiatum är en ljungväxtart som beskrevs av Pedraza. Disterigma hiatum ingår i släktet Disterigma och familjen ljungväxter. Inga underarter finns listade i Catalogue of Life.